# Нагаев, Сафтер Аблямитович
Сафте́р Аблями́тович Нага́ев (крымскотат. Safter Ablâmit oğlu Nağayev, Сафтер Аблямит огълу Нагъаев; 1 января 1941 — 2 июля 2009) — советский, узбекский и украинский крымскотатарский писатель, публицист, литературовед, переводчик и педагог. Член союзов писателей СССР (1982), Узбекистана (1991) и Украины (2002), а также Союза журналистов СССР (1967), Заслуженный работник культуры Узбеской ССР (1991), награждён орденом «Дустлик» Республики Узбекистан (1998).

## Биография
Родился 1 января 1941 года в деревне Кючук-Озены (ныне — Малореченское), Крымская АССР. После депортации в четырёхлетнем возрасте оказался во Ферганской области УзССР.
После окончания в 1963 году Ташкентского государственного университета работал сначала учителем. В 1965—1987 годах — литературный сотрудник и заведующий отделом республиканской газеты «Ленин байрагъы» («Ленинское знамя»). В 1987—2000 годах Сафтер Нагаев был литконсультантом и ответственным секретарём по национальной литературе Союза писателей Узбекистана. В 2000—2002 годах — заместитель главного редактора журнала «Саглом авлод учун» («За здоровое поколение»).
Начиная с 2002 года, после возвращения на Украину (Крым) и до конца жизни работал старшим преподавателем Крымского инженерно-педагогического университета, вёл крымскотатарскую литературу.
Умер Сафтер Нагаев 2 июля 2009 года в городе Симферополе после продолжительной болезни. Осталась жена Шукрание и двое детей: сын Дилявер и дочь Севиль.

## Творчество
Сафтер Нагаев — автор публицистических произведений, документальных повестей, научных исследований по проблемам крымскотатарской литературы, опубликовал более 20 книг, многочисленные исследования и эссе.
В соавторстве с коллегой-писателем Р. Фазылом подготовил и издал книгу «Къырымтатар эдебиятынынъ тарихы» («История крымскотатарской литературы»).
Плодотворно работая в области документалистики, создал яркие образы классиков национальной литературы, в частности в эссе об Исмаиле Гаспринском, Бекире Чобан-заде, а также о поэтах-фронтовиках, участниках войны и партизанах. Следовательно, результатом этой многолетней работы стала книга «Гъурбетликте къалгъан эдждатларымызнынъ хатырасы» («В память тех, которые остались на чужбине»).
Его перу принадлежат также монографии «Роман ве Заман» («Роман и Время»), «Инкишаф ёлуннен» («Путём развития»).
Перевёл на узбекский язык ряд произведений крымскотатарских писателей.